# Джейсон відправляється в пекло: Остання п'ятниця
Джейсон відправляється в пекло: Остання п'ятниця (англ. Jason Goes to Hell: The Final Friday) — американський фільм жахів режисера Адама Маркуса.

## Сюжет
Потрапивши у пастку, влаштовану ФБР і підірваний бомбою, Джейсон повертається до життя в тілі чорношкірого патологоанатома, який робив розтин обгорілого трупа маніяка. Починаються невмотивовані і безпричинні вбивства невинних людей Джейсоном, який переміщюється з тіла до тіла. Громадськість пропонує мисливцеві за маніяками Крейтону Дюку п'ятсот тисяч доларів за те, щоб той знищить Джейсона. Стівен Фріман, що живе поблизу від Кристального озера, здогадується, що Джейсон шукає живих членів своєї сім'ї, щоб увійти до «рідного» тіла. Він намагається захистити свою подругу Джесіку, яка є єдиним нащадком сімейки Вурхісів. Але все закінчується тим, що Стівена заарештовують і звинувачують у злочинах, скоєних духом Джейсона. Тепер Дюку потрібно поквапитися, щоб знайти справжнього злочинця і звільнити невинного.

## У ролях
| Актор            | Роль                    |
| ---------------- | ----------------------- |
| Кейн Ходдер      | Джейсон Вурхіс          |
| Джон Д. Лемей    | Стівен Фріман           |
| Карі Кіген       | Джессіка Кімбл          |
| Стівен Вільямс   | Крейтон Дюк             |
| Стівен Калп      | Роберт Кемпбелл         |
| Ерін Грей        | Діана Кімбл             |
| Расті Швіммер    | Джоі Бі                 |
| Річард Гант      | коронер                 |
| Леслі Джордан    | Шелбі                   |
| Біллі Грін       | шериф Ед Лендіс         |
| Кіпп Маркус      | офіцер Ренді Паркер     |
| Ендрю Блох       | Джош                    |
| Адам Креннер     | Вард                    |
| Еллісон Сміт     | Вікі                    |
| Джулі Майклс     | агент Елізабет Маркус   |
| Джеймс Глісон    | агент Абернаті          |
| Дін Лорі         | помічник коронера       |
| Тоні Ерволіна    | агент ФБР 1             |
| Діана Джорджер   | Една                    |
| Адам Маркус      | офіцер Біш              |
| Марк Томпсон     | офіцер Марк             |
| Брайан Фелпс     | офіцер Брайан           |
| Блейк Конуей     | офіцер Анделл           |
| Маделон Кертіс   | офіцер Райан            |
| Мішель Клуні     | Дебора                  |
| Майкл Б. Сільвер | Люк                     |
| Кетрін Етвуд     | Алексіс                 |
| Джонатан Пеннер  | Девід                   |
| Діана Джеймс     | поліцейський в окулярах |

## Цікаві факти
- Всього в дев'яти картинах загинула 141 людина.
- Бетсі Палмер (матері Джейсона) запропонували в цій картині невелику роль, але вона відмовилася.
- Через тринадцять років до створення картини доклав руку засновник серіалу Шон Каннінгем.
- В оригіналі сценарію як убивця фігурував брат Джейсона — Елайес. Ця сюжетна лінія була забракована, але ім'я Елайес було присвоєно батькові Джейсона.
- Дата прем'єри фільму (п'ятниця 13-е серпня 1993 року) була вибрана не випадково — того дня виповнювалося рівно 13 років з моменту виходу на екран першої частини епопеї.
- В перший же вік-енд картина вийшла на друге місце за касовими зборами (поступившись тільки фільму «Сонце, що сходить» з Шоном Коннері). У підсумку фільм став найкасовішим американським фільмом жахів 1993 року.
- Режисер фільму Адам Маркус у 12-річному віці працював «на побігеньках» у Шона Каннінгем на зйомках першої «П'ятниці, 13-е».
- Спочатку фільм повинен був знімати режисер Тоуб Хупер.